# قانون اساسی اتریش
قانون اساسی اتریش (به آلمانی Österreichische Bundesverfassung) اساس تمام قوانین عالی در جمهوری اتریش در سطح فدرال است. این قانون شامل موارد قانونی مختلفی می‌باشد.